# گیتانا (خواننده)
گیتانا (به انگلیسی: Gaitana) (زاده ۲۹ سپتامبر ۱۹۷۹) خواننده اوکراینی است.
او در مسابقه آواز یوروویژن ۲۰۱۲ نماینده اوکراین بود.